# Scarpe

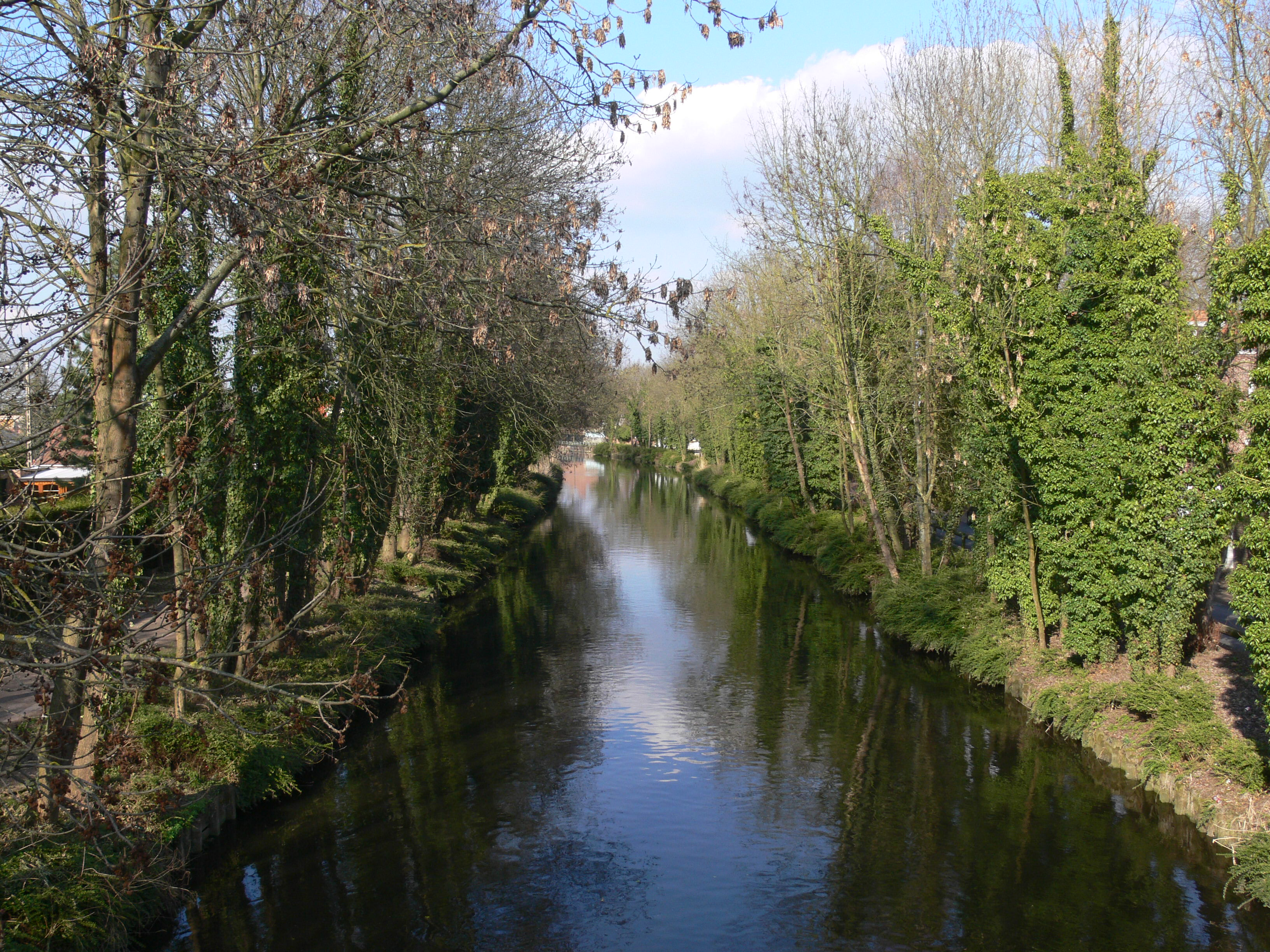
De Scarpe bij Lambres-lez-Douai

De Scarpe (Nederlands: Skarpe) is een rivier in de Noord-Franse regio Hauts-de-France. Op haar 112 km lange tocht doet ze o.a. Arras (Atrecht), Douai (Dowaai) en Saint-Amand-les-Eaux aan. Ze stroomt van Berles-Monchel naar Mortagne-du-Nord. Hier mondt ze uit in de Schelde, die even verder België binnenstroomt. Vanaf Atrecht tot haar monding  in de Schelde is de Scarpe gekanaliseerd.

## Geschiedenis
De naam Scarpe komt uit het Oudnederlands en betekent: De Scherpe (naar haar vele bochten). Oorspronkelijk waren er twee Scarpes; de Atrechter Scarpe stroomde van Berles-Monchel naar de Sensée, de kleine Dowaaise Scarpe stroomde van Estrées naar de Schelde. De graaf van Vlaanderen liet de Atrechter Scarpe omleiden naar de Dowaaise Scarpe, waarschijnlijk om deze beter bevaarbaar te maken. Hiertoe werd een 10 km lang kanaal gegraven van Biache naar Courchelettes. De delen van de Atrechter en Dowaaise Scarpe die werden afgesneden heten nu Trinquise respectievelijk Petite Sensée.
Voor de zijrivieren, zie stroomgebied van de Schelde
- Bibliothèque nationale de France: cb12366950p (data)
- Virtual International Authority File: 245387565